# Кьятон
Кья́тон (греч. Κιάτο ή Κιάτον) — малый город в Греции. Находится на высоте 5 метров над уровнем моря, в северо-восточной части полуострова Пелопоннеса, на побережье Коринфского залива, в 86 километрах к западу от Афин, в 92 километрах к юго-востоку от Патр и в 18 километрах к северо-западу от Коринфа. Административный центр общины (дима) Сикионии в периферийной единице Коринфии в периферии Пелопоннес. Население 9812 жителей по переписи 2011 года. Площадь 6,025 квадратного километра.

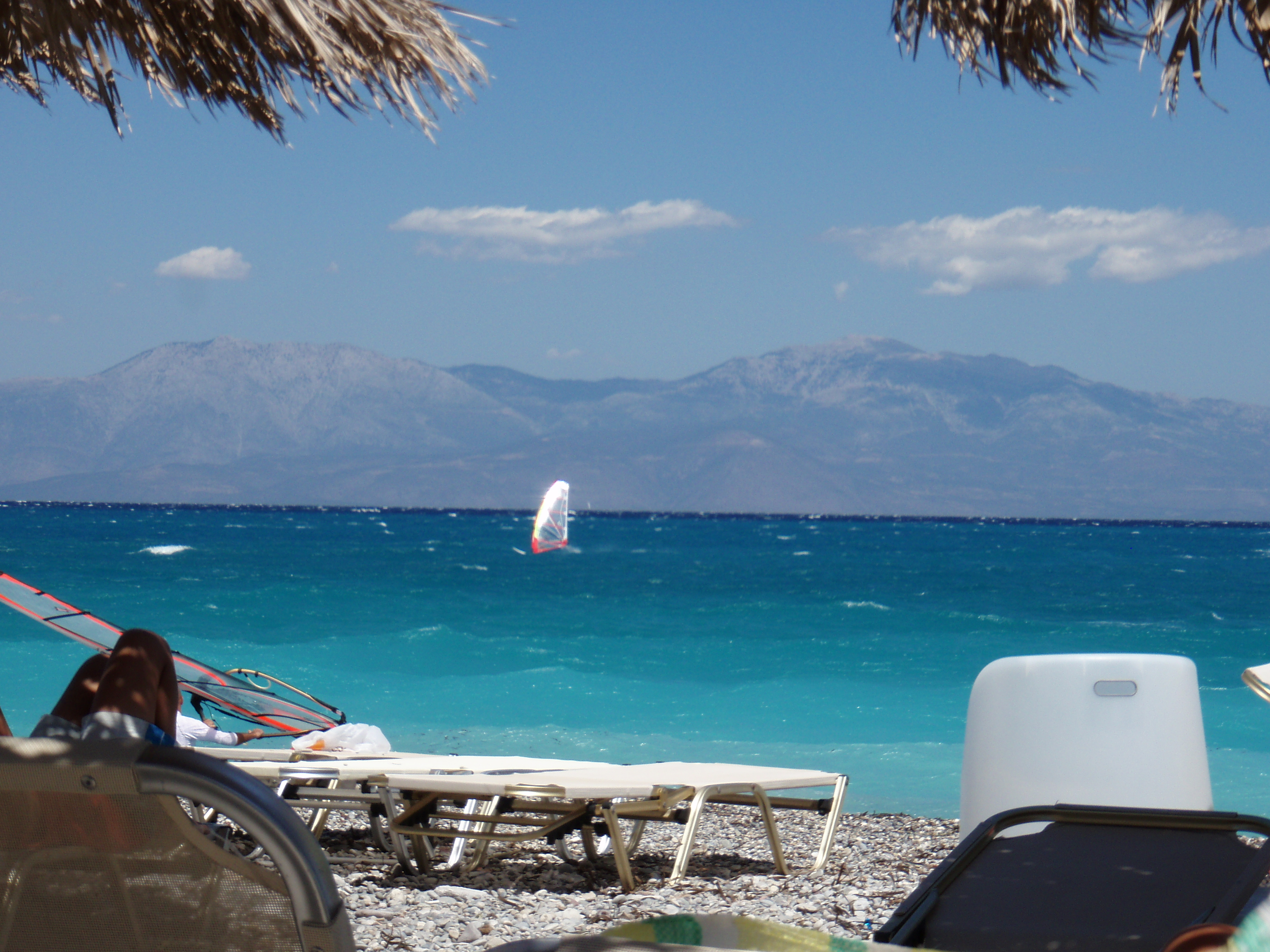
Пляж Кьятона

## География
Город расположен недалеко от устья реки Асопос. В 4 километрах юго-западнее современного города располагался древнегреческий город Сикион. Кьятон расположен в 4 километрах северо-западнее Велона и в 13 километрах юго-восточнее Ксилокастрона.

## Транспорт
Через город проходит национальная дорога 8 Патры — Афины. Западнее проходит автострада 8 Патры — Афины, часть европейского маршрута E65.
В городе находится железнодорожная станция «Кьятон», которая является конечной станцией системы пригородных электропоездов Проастиакос на линии Афины — Кьятон.

## Население
| Год  | Население, человек |
| ---- | ------------------ |
| 1981 | 8232               |
| 1991 | 9212               |
| 2001 | 9655               |
| 2011 | ↗ 9812             |

## Уроженцы
- Эмилиос Харлафтис[греч.] (1965—2005) — астрофизик.
- Алекос Александрис (род. 1968) — футболист.